# Gösta Palmcrantz
Gösta Palmcrantz, född 19 april 1888, död 25 maj 1978 i S:t Görans församling i Stockholm, var en svensk skönlitterär författare. Pseudonym: Gösta Segercrantz m.fl.
Gösta Palmcrantz skrev deckare, erotiska äventyrsberättelser och journalistik, oftast under pseudonymen Gösta Segercrantz. Var gift tre gånger och fick fem barn. Hans verk har blivit översatta till danska, norska, finska, tyska, tjeckiska, ungerska, estniska, nederländska, serbiska, engelska och franska.
Filmatisering: Hollywood 1926 (Watch Your Wife, baserad på novellen "Hustrur uthyras").
Den oerhört produktive journalisten och författaren Gösta Palmcrantz torde ha svenskt rekord i antalet pseudonymer. Exakt hur många han hade är okänt, men forskning tyder på att det kan handla om fler än 80. I huvudsak använde han dem i pressen, på bokmarknaden är han i första hand känd som Gösta Segercrantz. Han var en anmärkningsvärd personlighet: globetrotter, spelare och utbildad sjukgymnast, som under många år var på resande fot i Europa, och som umgicks med bl.a. Evert Taube, Pär Lagerkvist, Herman Wildenvey och Sven Elvestad. Han var känd för sin förmåga att vigga och få ut förskott, samt för sin opålitlighet då det gällde att leverera manus.
Palmcrantz romandebuterade som Gösta Segercrantz med Mr Patersons äventyr i Monte Carlo (1917). Redan här hade han funnit sin stil: det är en lättsam äventyrshistoria med vissa kriminallitterära inslag, högt tempo och en hel del humor och romantik. Att han påverkats av Frank Heller är tydligt, och även om han aldrig nådde upp till dennes nivå vad gäller språk eller personteckning var han en flyhänt berättare med en god näsa för vad läsarna önskade. Det inkluderade "pikanta" inslag, d.v.s. "snäll" erotik, dock ej pornografi. Först 2008 avslöjades att Palmcrantz faktiskt också skrivit en renodlad pornografisk roman, den av myndigheterna beslagtagna Glädjeflickan (1939), under pseudonymen Jan Oders. Majoriteten av Palmcrantz historier är skälm- och äventyrsromaner, men han skrev även renodlade deckare, som Signor Babanis massös (1931) och Skottet i Paris (1933). Den sistnämnda är baserad på Kreuger-kraschen, vilket även gäller Delikat uppdrag (1945). Historierna bygger mer på snabba händelseförlopp än på genomtänkta intriger, men noterbart är att Palmcrantz ofta skrev i en för svensk kriminallitteratur ovanligt "hårdkokt" stil, med kärvt språk och brutala våldsscener. Bland hans mer udda böcker finns Ketty Kulströms äventyr i Paris (1949) under pseudonymen Jean Tornado, en nyckelroman om den skandalomsusade dansösen Betty Bjurström. Palmcrantz var en renodlad underhållningsförfattare, och kvaliteten på hans verk är starkt skiftande. Den blev omdiskuterad redan under hans livstid, bl.a. i den s.k. kackerlacksdebatten 1926 då Torgny Segerstedt m.fl. gick till attack mot populärlitteratur i allmänhet och Palmcrantz i synnerhet. Efter 1949 fick denne inte heller några böcker publicerade, inte ens nya upplagor av tidigare storsäljare. Han fortsatte dock vara verksam i pressen fram till åtminstone 1960. I dag är hans verk bortglömda av de flesta, men under främst 1920- och början av 1930-talet var han flitigt läst och fick även lovord av kritiker för en del av sina historier. 
Palmcrantz är begravd på Skogskyrkogården i Stockholm.